# Eoophyla euryxantha
Eoophyla euryxantha là một loài bướm đêm trong họ Crambidae.